# الحجر (المدينة المنورة)
الحجر (مركز الحجر) هي بلدية وقرية في محافظة العلا، المدينة المنورة، المملكة العربية السعودية. تقع في الجزء الشمالي الشرقي من المحافظة، على بعد 55 كم من العلا على طريق أصفتي. تبلغ مساحة البلدية 2,435 كيلومتر مربع (940 ميل مربع)، ويبلغ عدد سكانها 1707 نسمة حتى عام 2013.